# Tymianki-Dębosze
Tymianki-Dębosze (prononciation : [tɨˈmjaŋki dɛmˈbɔʂɛ]) est un village polonais de la gmina de Boguty-Pianki dans le powiat d'Ostrów Mazowiecka de la voïvodie de Mazovie dans le centre-est de la Pologne.
Le village compte approximativement une population de 31 habitants en 2012.

## Histoire
De 1975 à 1998, le village appartenait administrativement à la voïvodie de Łomża.